# Medokvětovité
Medokvětovité (Melianthaceae) je bývalá čeleď dvouděložných rostlin z řádu kakostotvaré (Geraniales). Jsou to byliny i dřeviny, povětšině s nápadnými květy, rostoucí v Africe a Chile. V systému APG IV, vydaném v roce 2016, je čeleď medokvětovité sloučena s čeledí Vivianiaceae do nově pojaté čeledi frankoovité (Francoaceae).

## Popis
Medokvětovité jsou byliny, keře a stromy se střídavými jednoduchými nebo zpeřenými listy bez palistů nebo s velkými intrapetiolárními palisty. Žilnatina listů je zpeřená nebo dlanitá. Květy jsou pravidelné až silně dvoustranně souměrné, 4 až 5-četné, uspořádané v hroznech, řidčeji v latách. Kališní lístky jsou volné nebo srostlé, korunní jsou volné. Tyčinek je 4 až 10. Tyčinky jsou nejčastěji volné, řidčeji na bázi srostlé. Někdy jsou v květech přítomna staminodia. Semeník je svrchní, srostlý nejčastěji ze 4 nebo 5 plodolistů. Čnělka je jediná nebo jsou blizny přisedlé. Plodem je tobolka nebo schizokarp rozpadající se na 5 oříšků.
Čeleď zahrnuje jen 13 druhů v 5 rodech. Je rozšířena v subsaharské Africe a v Peru.

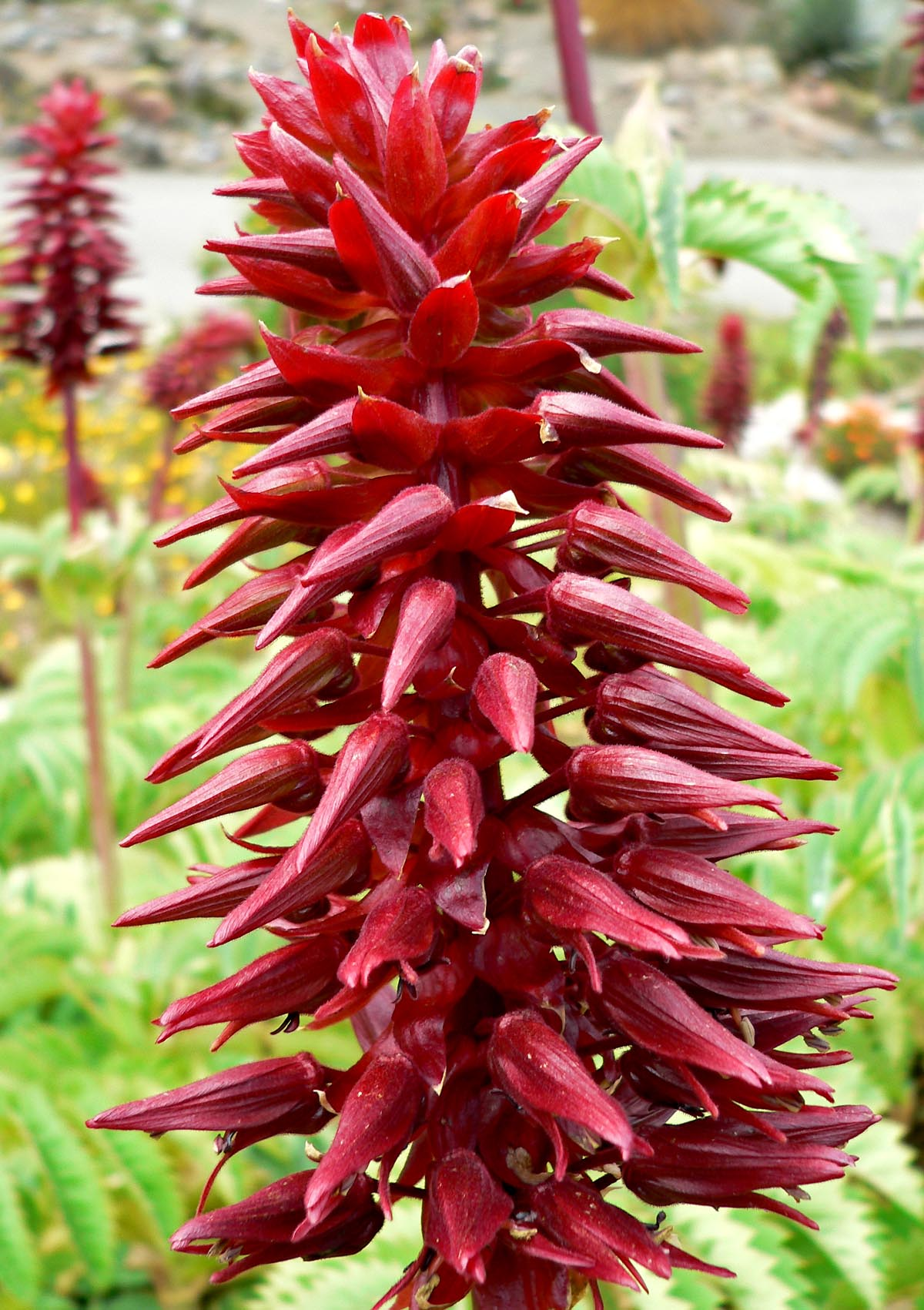
Květenství medokvětu Melianthus major
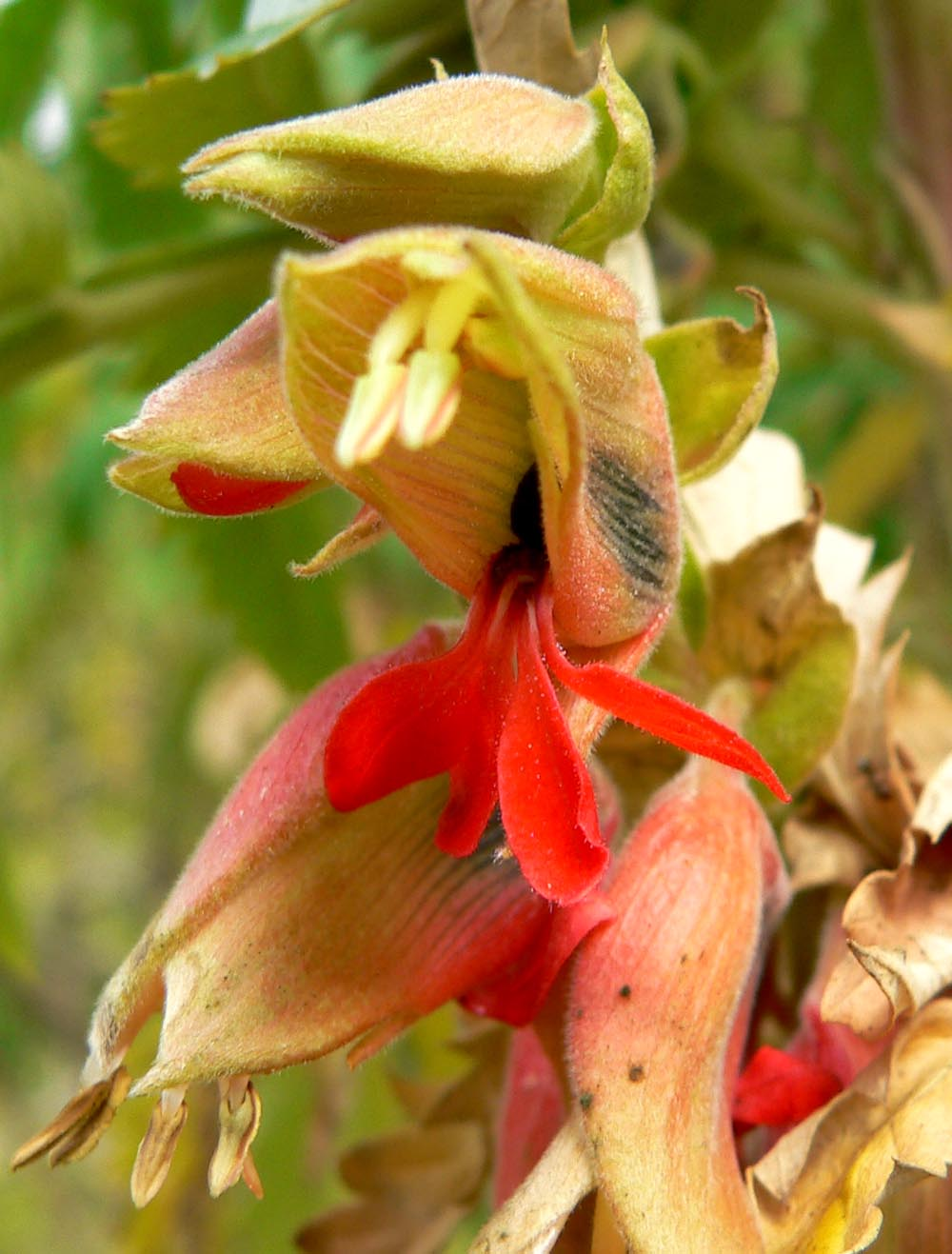
Detail květu Melianthus comosus
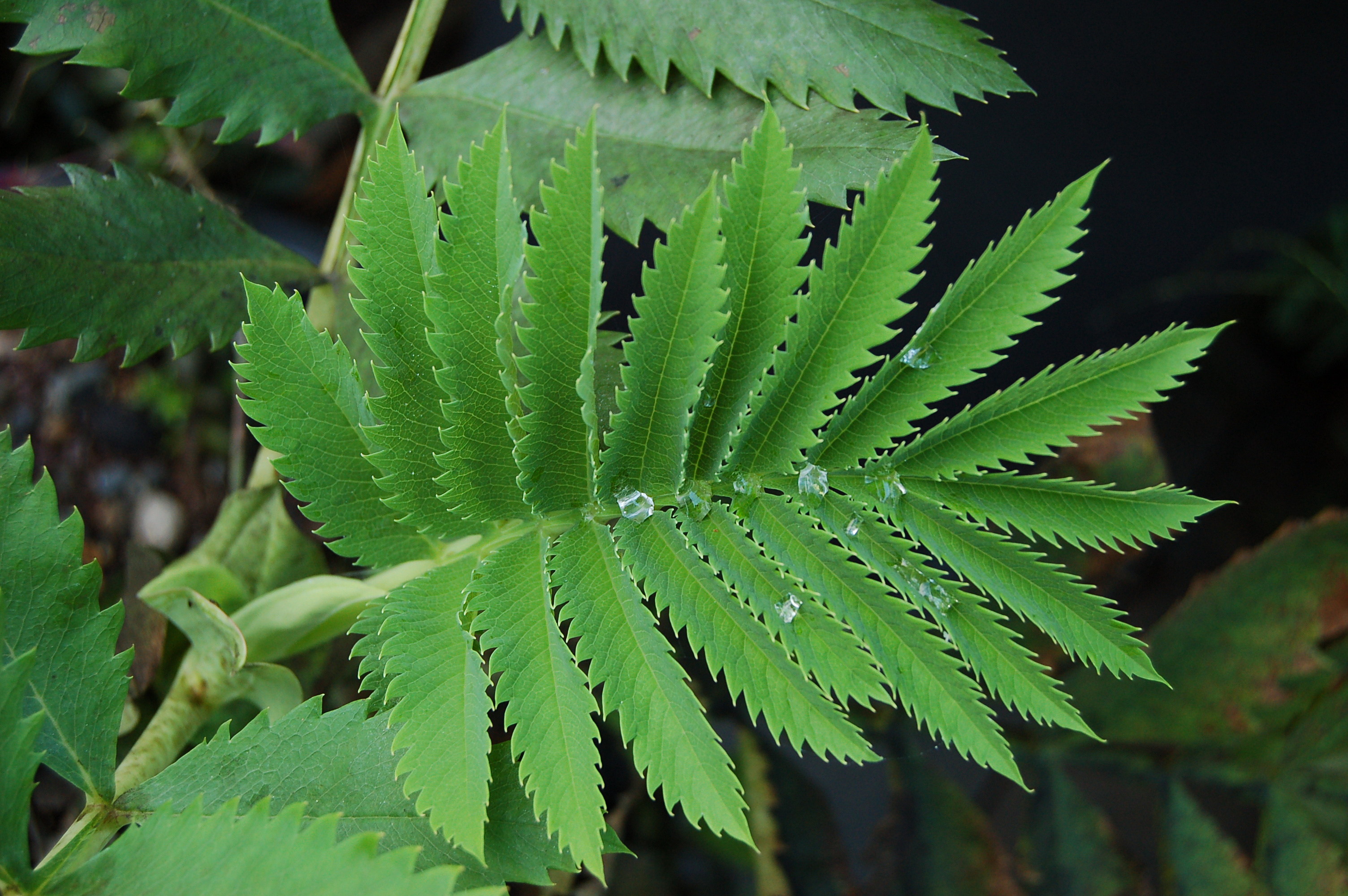
List Melianthus major
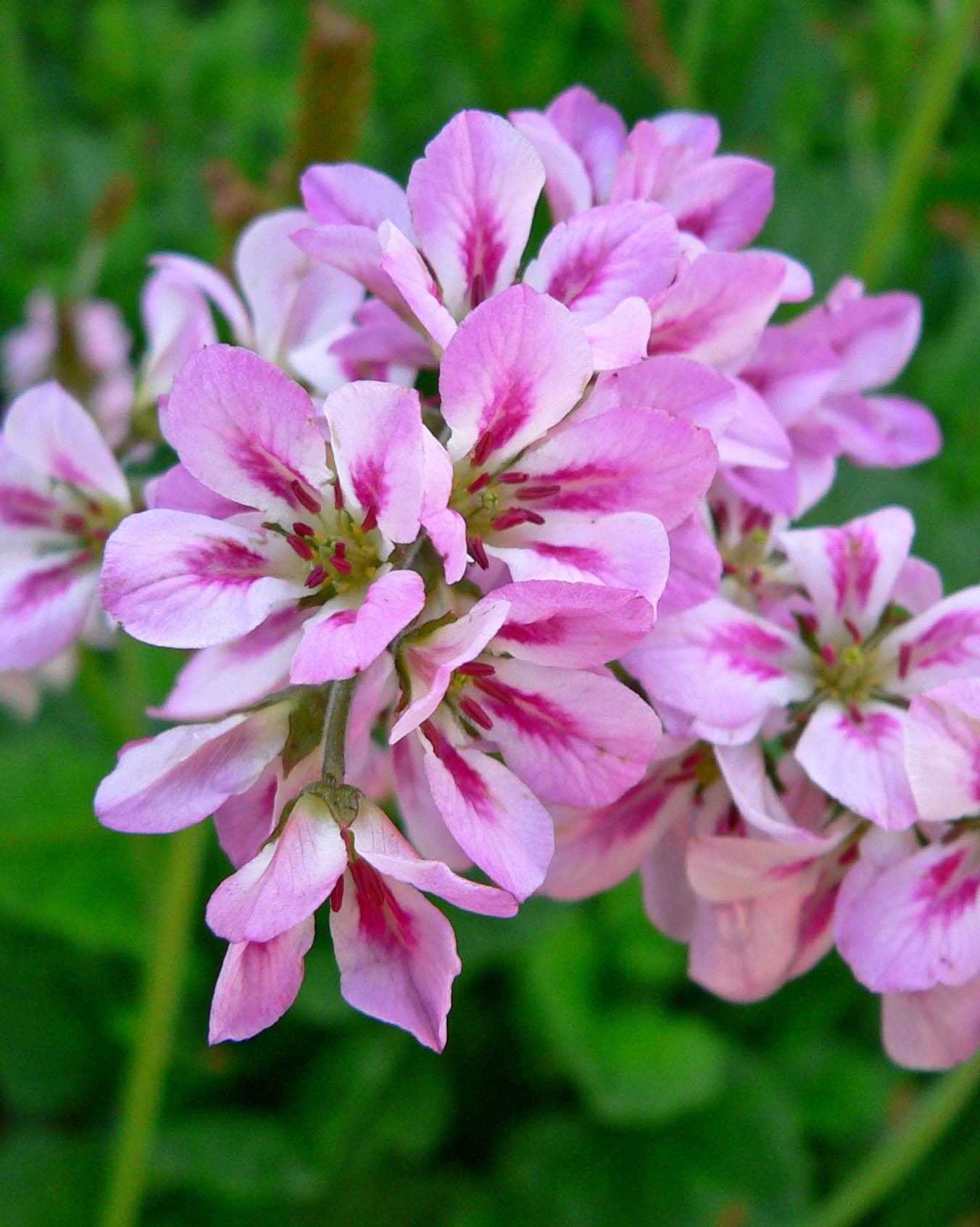
Frankoa Francoa ramosa
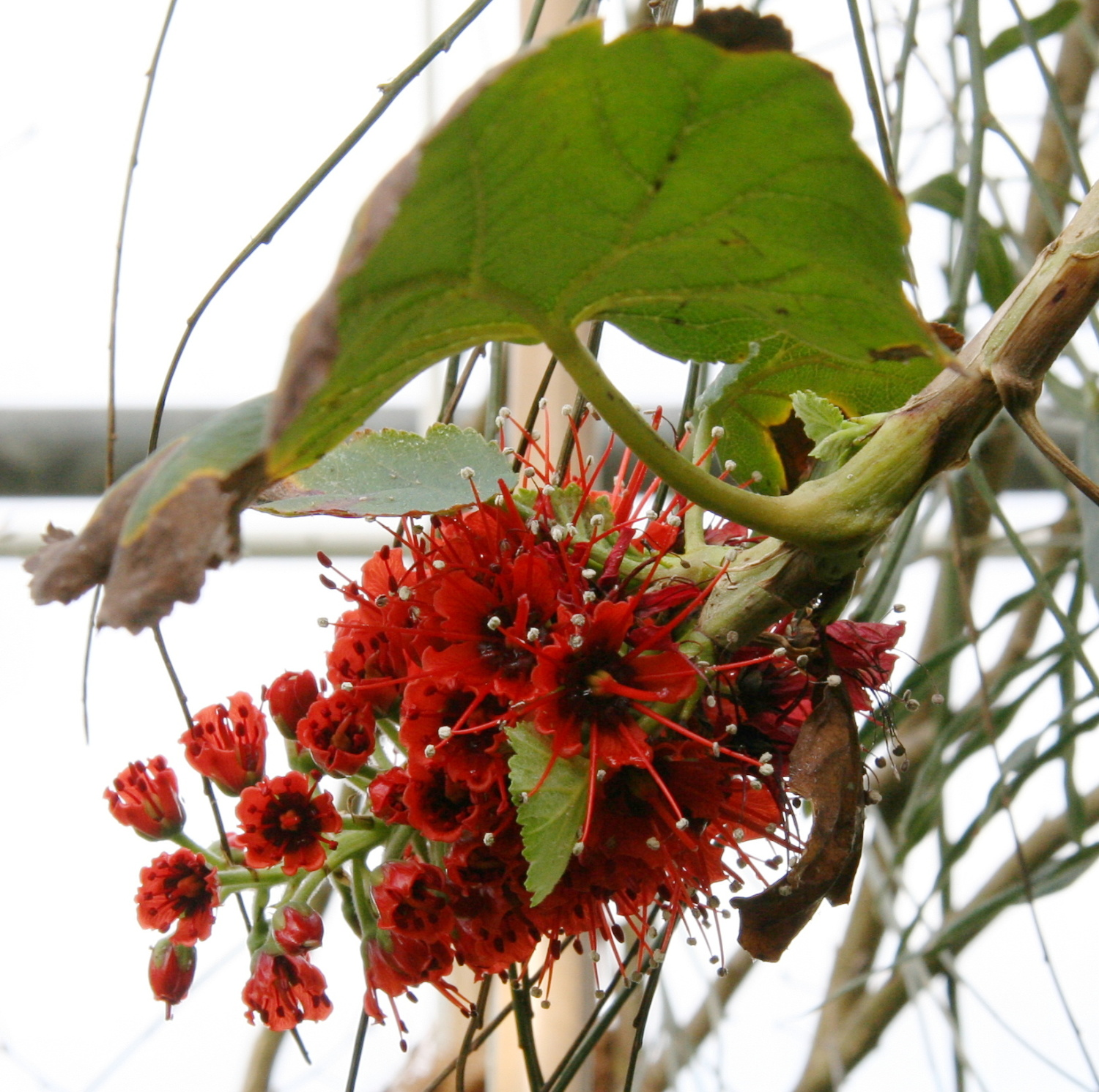
Greyia sutherlandii

## Taxonomie
V systému APG II, publikovaném v roce 2003, byly do čeledi Melianthaceae sloučeny celkem 3 drobné čeledi.
Čeleď Melianthaceae, obsahující africké rody Melianthus a Bersama, byla v klasických systémech řazena do řádu mýdelníkotvaré (Sapindales), zatímco čeledi Francoaceae (chilské rody Francoa a Tetilla) a Greyiaceae (jihoafrický rod Greyia) nejčastěji do řádu lomikamenotvaré (Saxifragales) nebo do jeho blízkosti.
V systému APG IV, vydaném v roce 2016, je čeleď Melianthaceae sloučena s čeledí Vivianiaceae do nové čeledi Francoaceae (frankoovité).

## Zástupci
- frankoa (Francoa)
- greja (Greyia)
- medokvět (Melianthus)[6]

## Význam
Některé druhy, zejména z rodů frankoa (Francoa), medokvět (Melianthus) a greja (Greyia) jsou v klimaticky příhodných oblastech využívány jako okrasné rostliny.

## Přehled rodů
Bersama, Francoa, Greyia, Melianthus, Tetilla